# الحارف
ال هارف یک منطقهٔ مسکونی در یمن است که در استان صنعا واقع شده‌است.